# ایهالادیگالا
ایهالادیگالا (به لاتین: Ihaladiggala) یک منطقهٔ مسکونی در سری‌لانکا است که در استان مرکزی (سری‌لانکا) واقع شده‌است.